# Ембаркадеро Коператива Брисас де Пихихијапан, Ла Сеиба (Пихихијапан)
Ембаркадеро Коператива Брисас де Пихихијапан, Ла Сеиба (шп. Embarcadero Cooperativa Brisas de Pijijiapan, La Ceiba) насеље је у Мексику у савезној држави Чијапас у општини Пихихијапан. Насеље се налази на надморској висини од 1 м.

## Становништво
Према подацима из 2010. године у насељу је живело 5 становника.

### Хронологија
| Година       | 2000       | 2010 |
| ------------ | ---------- | ---- |
| Становништво | 14 (5 / 9) | 5    |

### Попис
| # | Индикатор                     | Вредност |
| - | ----------------------------- | -------- |
| 1 | Укупно домаћинстава           | 2        |
| 2 | Укупно насељених домаћинстава | 2        |
| 3 | Величина локације             | 1        |